# الی برته
الی برته (به فرانسوی: Élie Berthet) نویسنده و رمان‌نویس قرن نوزدهم میلادی اهل فرانسه است.